# Informationssysteme zur Überwachung rückfallgefährdeter Sexualstraftäter
Informationssysteme zur Überwachung rückfallgefährdeter Sexualstraftäter dienen der Erfassung und Überwachung entlassener Sexualstraftäter, die unter Führungsaufsicht stehen. Hierbei steht das allgemeine Präventionsinteresse dem informationellen Selbstbestimmungsrecht von ehemaligen Tätern gegenüber. Kritisiert werden unterschiedliche Standards.

## Deutschland
| Bundesland             | Einführung | Bezeichnung                                                                                      | Abkürzung |
| ---------------------- | ---------- | ------------------------------------------------------------------------------------------------ | --------- |
| Baden-Württemberg      | 2010       | Konzeption zum Umgang mit besonders rückfallgefährdeten Straftätern                              | KURS      |
| Bayern                 | 2006       | Haft-Entlassenen-Auskunfts-Datei-Sexualstraftäter                                                | HEADS     |
| Berlin                 |            | Sexualstraftäter Prävention bei Rückfallgefahr durch Eingriffsmaßnahmen und Ermittlungen         | SPREE     |
| Brandenburg            | 2008       | Haft-Entlassenen-Auskunfts-Datei-Sexualstraftäter                                                | HEADS     |
| Bremen                 | 2008       | Haft-Entlassenen-Auskunfts-Datei-Sexualstraftäter                                                | HEADS     |
| Hamburg                | 2010       | Täterorientierte Prävention                                                                      | T.O.P.    |
| Hessen                 | 2008       | Auskunftsdatei rückfallgefährdeter Sexualstraftäter und Sicherheitsmanagement                    | ARGUS     |
| Mecklenburg-Vorpommern | 2010       | Für optimierte Kontrolle und Sicherheit                                                          | FoKuS     |
| Niedersachsen          | 2007       | Konzeption zum Umgang mit rückfallgefährdeten Sexualstraftätern                                  | K.U.R.S.  |
| Nordrhein-Westfalen    | 2010       | Konzeption zum Umgang mit rückfallgefährdeten Sexualstraftätern in Nordrhein-Westfalen           | KURS NRW  |
| Rheinland-Pfalz        | 2009       | Vorbeugender Informationsaustausch zum Schutz vor inhaftierten und entlassenen Sexualstraftätern | VISIER    |
| Saarland               |            | Rahmenrichtlinie zum Schutz der Bevölkerung vor rückfallgefährdeten Sexualstraftätern            |           |
| Sachsen                | 2008       | Informationssystem zur Intensivüberwachung besonders rückfallgefährdeter Sexualstraftäter        | ISIS      |
| Sachsen-Anhalt         |            | Risikomanagement für besonders rückfallgefährdete Sexualstraftäter                               | RiMS      |
| Schleswig-Holstein     | 2008       | Kieler Sicherheitskonzept Sexualstraftäter                                                       | KSKS      |
| Thüringen              | 2011       | Haft-Entlassenen-Auskunfts-Datei-Sexualstraftäter                                                | HEADS     |

## Vereinigte Staaten
In den Vereinigten Staaten werden die Daten so veröffentlicht, dass es Bürgern möglich ist, herauszufinden, ob verurteilte Sexualstraftäter in der Nachbarschaft leben. In Deutschland wurde die Forderung nach einer derartigen Maßnahme allerdings 2017 vom Bundesverfassungsgericht, in seinem Urteil zum zweiten NPD-Verbotsverfahren, als verfassungsfeindlich eingestuft.